# Tacuarembó
Tacuarembó è una città dell'Uruguay, capitale del dipartimento omonimo.

## Storia
La città fu fondata, lungo le sponde del fiume Tacuaremboty (in lingua guaraní, "fiume delle canne"), il 21 gennaio 1832 dal colonnello Bernabé Rivera, su decreto del fratello, il presidente uruguaiano Fructuoso Rivera. Inizialmente venne chiamata "San Fructuoso", in riferimento a San Fruttuoso di Tarragona, la cui festività cadeva proprio il 21 gennaio.
Popolata in origine da coloni, che avevano lasciato Montevideo e seguito il colonnello Rivera, San Fructuoso crebbe rapidamente, tanto da contare, nel 1837, circa 500 abitanti. Il 16 giugno dello stesso anno fu creato il dipartimento di Tacuarembó, con San Fructuoso capoluogo.
Il 17 giugno 1912, San Fructuoso fu ribattezzata Tacuarembó.

## Infrastrutture e trasporti
Tacuarembó è attraversata dalla strada 5, una delle principali arterie di comunicazione del paese, che unisce la capitale Montevideo con il nord del Paese e la frontiera con il Brasile. La cittadina è intersecata anche dalle strade 31, proveniente da Salto, e 26.